# Rhizoecus saintpauliae
Rhizoecus saintpauliae är en insektsart som beskrevs av Williams 1985. Rhizoecus saintpauliae ingår i släktet Rhizoecus och familjen ullsköldlöss. Inga underarter finns listade i Catalogue of Life.